# Liste der Kulturdenkmale in Salem (Lauenburg)
In der Liste der Kulturdenkmale in Salem sind alle Kulturdenkmale der schleswig-holsteinischen Gemeinde Salem (Kreis Herzogtum Lauenburg) und ihrer Ortsteile aufgelistet (Stand: 10. März 2025).

## Legende
In den Spalten befinden sich folgende Informationen:
- Objekt-ID: die Nummer des Kulturdenkmales
- Lage: die Adresse des Kulturdenkmales und die geographischen Koordinaten. Kartenansicht, um Koordinaten zu setzen. In der Kartenansicht sind Kulturdenkmale ohne Koordinaten mit einem roten Marker dargestellt und können in der Karte gesetzt werden. Kulturdenkmale ohne Bild sind mit einem blauen Marker gekennzeichnet, Kulturdenkmale mit Bild mit einem grünen Marker.
- Offizielle Bezeichnung: Bezeichnung des Kulturdenkmales
- Beschreibung: die Beschreibung des Kulturdenkmales
- Bild: ein Bild des Kulturdenkmales

## Sachgesamtheiten
| Objekt-ID      | Lage                                      | Offizielle Bezeichnung | Beschreibung | Bild                             |
| -------------- | ----------------------------------------- | ---------------------- | --- | -------------------------------- |
| 40587 Wikidata | Silberberg (53° 39′ 23″ N, 10° 49′ 37″ O) | Kapelle Salem          | Aktualisierung vorgesehen - Begründung: geschichtlich, künstlerisch, städtebaulich, Kulturlandschaft prägend - Schutzumfang: Kapelle, Kirchhof, Grabmale, Granitböschungsmauer | weitere Fotos \| Fotos hochladen |

## Bauliche Anlagen
| Objekt-ID      | Lage                                          | Offizielle Bezeichnung | Beschreibung | Bild                             |
| -------------- | --------------------------------------------- | ---------------------- | --- | -------------------------------- |
| 26697 Wikidata | Schaalseekanal (53° 39′ 12″ N, 10° 49′ 1″ O)  | Schaalseekanal         | Künstlicher Wasserlauf zwischen Schaalsee und Ratzeburger See. Alteintragung (Aktualisierung vorgesehen) - Begründung: Alteintragung (Aktualisierung vorgesehen) - Schutzumfang: Alteintragung (Aktualisierung vorgesehen) - Denkmaltyp: Bauliche Anlage | weitere Fotos \| Fotos hochladen |
| 23736 Wikidata | Heideweg 3 (53° 38′ 23″ N, 10° 52′ 8″ O)      | ehem. Segelflughalle   | Alteintragung (Aktualisierung vorgesehen) - Begründung: geschichtlich - Schutzumfang: gesamtes Objekt - Denkmaltyp: Bauliche Anlage | weitere Fotos \| Fotos hochladen |
| 26629 Wikidata | Schaalseeweg 1 (53° 38′ 25″ N, 10° 52′ 54″ O) | Backhaus               | Alteintragung (Aktualisierung vorgesehen) - Begründung: geschichtlich, Kulturlandschaft prägend - Schutzumfang: gesamtes Objekt - Denkmaltyp: Bauliche Anlag                                                                                             | Fotos hochladen                  |
| 20860 Wikidata | Seestraße 33 (53° 39′ 23″ N, 10° 49′ 36″ O)   | Dreiständerscheune     | Alteintragung (Aktualisierung vorgesehen) - Begründung: geschichtlich, Kulturlandschaft prägend - Schutzumfang: gesamtes Objekt - Denkmaltyp: Bauliche Anlage                                                                                            | Fotos hochladen                  |
| 20861 Wikidata | Seestraße 44 (53° 39′ 21″ N, 10° 49′ 38″ O)   | Dreiständerscheune     | Alteintragung (Aktualisierung vorgesehen) - Begründung: geschichtlich, wissenschaftlich, Kulturlandschaft prägend - Schutzumfang: gesamtes Objekt - Denkmaltyp: Bauliche Anlage                                                                          | weitere Fotos \| Fotos hochladen |
| 3673 Wikidata  | Silberberg (53° 39′ 23″ N, 10° 49′ 37″ O)     | Kapelle                | Alteintragung (Aktualisierung vorgesehen) - Begründung: geschichtlich, künstlerisch, städtebaulich - Schutzumfang: Alteintragung (Aktualisierung vorgesehen) - Denkmaltyp: Bauliche Anlage, Sachgesamtheit: Kapelle Salem                                | weitere Fotos \| Fotos hochladen |

## Gründenkmale
| Objekt-ID      | Lage                                      | Offizielle Bezeichnung | Beschreibung | Bild            |
| -------------- | ----------------------------------------- | ---------------------- | --- | --------------- |
| 10880 Wikidata | Silberberg (53° 39′ 25″ N, 10° 49′ 37″ O) | Kirchhof               | Alteintragung (Aktualisierung vorgesehen) - Begründung: geschichtlich, Kulturlandschaft prägend - Schutzumfang: Kirchhof, Grabmale, Granitböschungsmauer - Denkmaltyp: Gründenkmal, Sachgesamtheit: Kapelle Salem | Fotos hochladen |

## Quelle
- Liste der Kulturdenkmale in Schleswig-Holstein – Herzogtum Lauenburg (PDF)

- Karte mit allen Koordinaten:
- OSM |
- WikiMap